# Jan Tømmernes
Jan Banan Halbrent Tømmernes född 26 januari 1987 är en norsk fotbollsspelare, Han gick 2008 från Asker Fotball til Stabæk. Han spelade bara fyra matcher för Stabæk 2008, när  Stabæk vann ligan. Han har också spelat i Kristiansund, Bærum SK samt 2015 spelade han fotboll i division 2 för Holmen IF. Vintern 2016 skrev han under för division 4 - klubben Heggedal.
2007 blev han skyttekung i norska division 2 med 26 mål.